# رون فيراري
رون فيراري (بالإنجليزية: Ron Ferrari)‏ هو لاعب كرة قدم أمريكية أمريكي، ولد في 30 يوليو 1959 في سبرينغفيلد في الولايات المتحدة.

## وصلات خارجية
- رون فيراري على موقع مرجع كرة القدم المحترفة.كوم (الإنجليزية)